# Forwarder

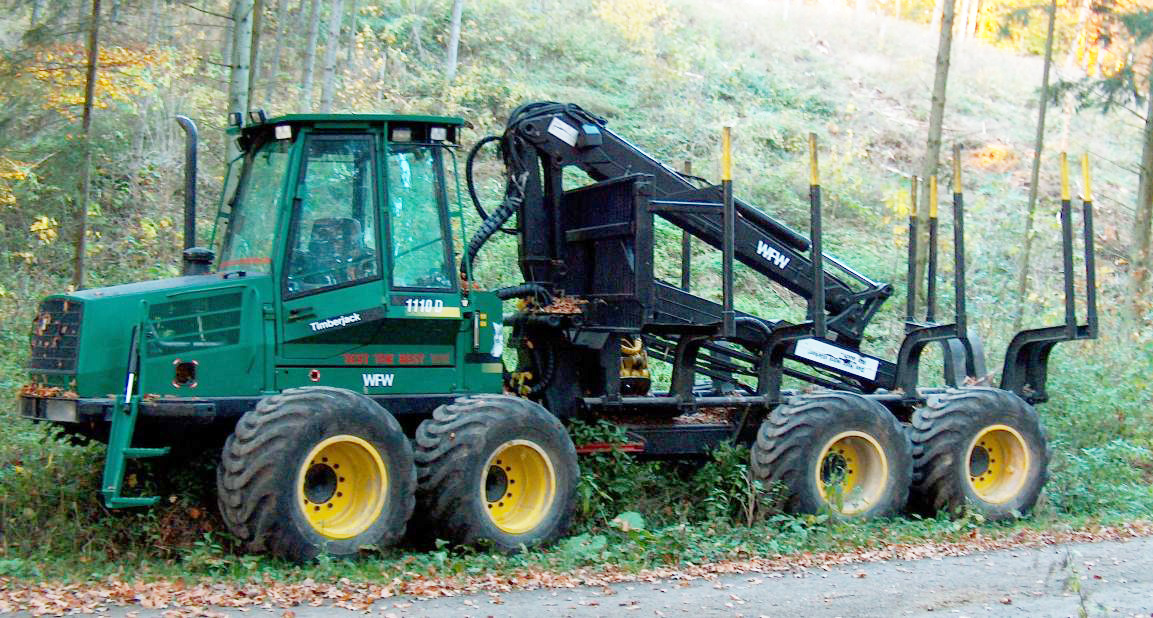
WFW Timberjack 1110D

Forwarder – wykorzystywany w leśnictwie ciągnik do nasiębiernej zrywki drewna krótkiego (kłód i wałków).
Są to maszyny samojezdne, których zadaniem jest załadunek, rozładunek drewna oraz przemieszczanie się w terenie leśnym.
Umożliwiają one:
- załadunek krótkich sortymentów przy pomocy żurawia,
- przemieszczanie się na powierzchni leśnej,
- rozładunek drewna przy pomocy żurawia.

Podstawowe zespoły konstrukcyjne forwardera to: leśny ciągnik siodłowy, połączenie przegubowe, naczepa do przewozu drewna okrągłego, żuraw przeładunkowy.
Drewno przy pomocy żurawia ładowane jest na maszynę i podczas zrywki nie ma kontaktu z podłożem. Powoduje to znaczne ograniczenie szkód pokrywy gleby podczas zrywki.
Większość forwarderów może być wyposażona w montowane w miejsce kłonic kleszcze przeznaczone do zrywki półpodwieszonej dłużyc. Takie przezbrojenie forwardera zmienia go w pełnowartościowy klembank.
Forwardery możemy podzielić na poszczególne kategorie:
- Forwardery rębakowe: wyposażone w głowice ścinkowe. Używane do ścinania oraz cięcia drzew lub gałęzi, rozdrabniania ich na mniejsze kawałki oraz pozyskiwania drewna z lasów, a także przygotowywania go na opał.
- Forwardery zbierające: wyposażone w głowice ścinkowe i ładowarki, ale nie posiadają urządzeń do sortowania i pakowania drewna. Najczęściej wykorzystywane do zbierania i przewożenia drewna z miejsca pozyskania do miejsca przetwarzania[2][3].